# Kalamanja, Beltangadi
Kalamanja là một làng thuộc tehsil Beltangadi, huyện Dakshin kannad, bang Karnataka, Ấn Độ.